# Emre Lale
Emre Lale (* 14. Oktober 1993) ist ein türkischer Badmintonspieler. 

## Karriere
Emre Lale gewann bei der Badminton-Junioreneuropameisterschaft 2011 Bronze im Herreneinzel, nachdem er zuvor zweifacher nationaler Juniorentitelträger geworden war. 2010 nahm er an den Olympischen Jugend-Sommerspielen teil, 2011 an den Badminton-Juniorenweltmeisterschaften. 2010 und 2012 siegte er bei den türkischen Meisterschaften der Erwachsenen, 2012 ebenfalls bei den Iraq International. Im gleichen Jahr gewann er Silber im Herrendoppel bei der Balkanmeisterschaft sowie Gold mit dem türkischen Team. 2024 gewann er erneut den Landesmeistertitel.